# Steadfast Defender

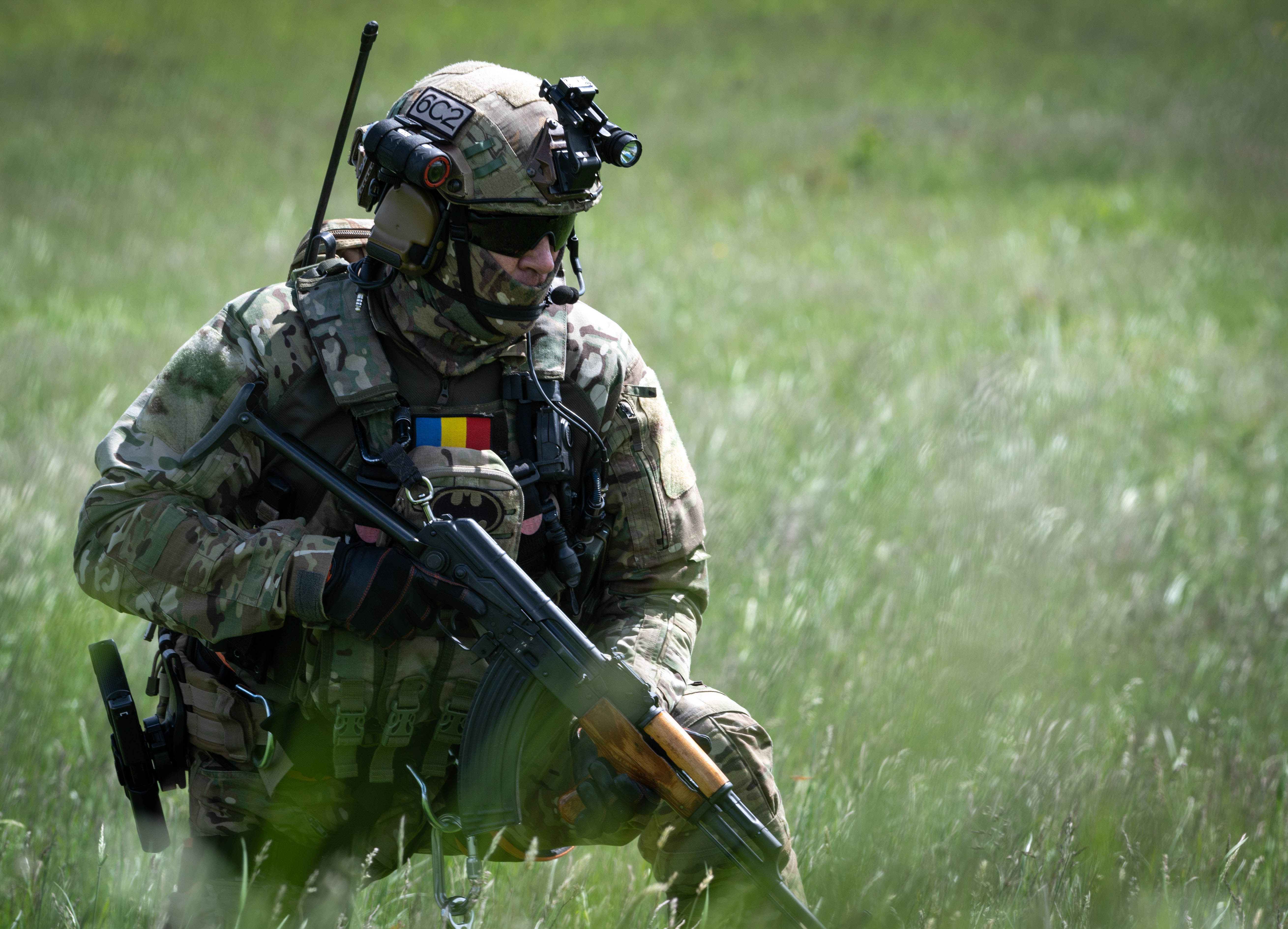
Ein Soldat einer rumänischen Spezialeinheitstruppe hält seine Position während des Trainings für "Steadfast Defender" 2021.

Steadfast Defender (deutsch Standhafter Verteidiger) ist der Name einer Reihe von NATO-Übungen.  Die erste Übung mit diesem Namen wurde im Jahr 2021 abgehalten. Das im Jahr 2024 stattfindende Manöver war das umfangreichste seit dem Kalten Krieg.
Der Name wurde gewählt, weil jedes vom SHAPE organisierte Manöver mit dem ersten Wort Stedfast heißt. Das zweite Wort wurde in Anlehnung an das US-Manöver Defender Europe gewählt. Nach NATO-Namenskonvention sollte das zweite Wort mit J, welches für Joint steht, beginnen, um zu zeigen, dass das Manöver für teilstreitkraftübergreifende Truppen gedacht ist.

## Manöver

### 2021

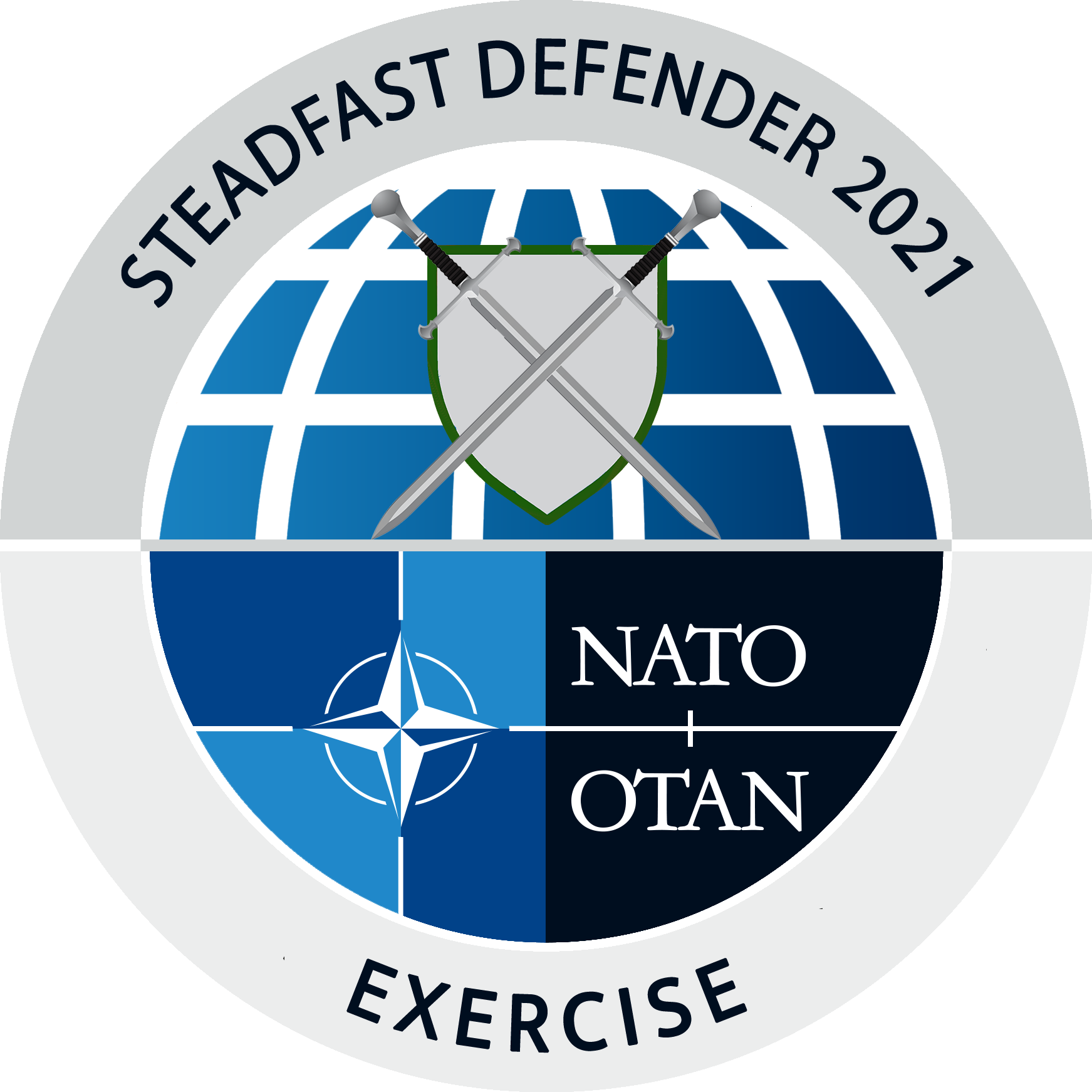
Logo von Steadfast Defender 2021

Die drei Übungen im Rahmen von Steadfast Defender 2021 fanden im Zeitraum vom 12. Mai 2021 bis zum 2. Juni 2021 statt und an ihnen nahmen rund 9.000 Soldaten teil.

### 2024

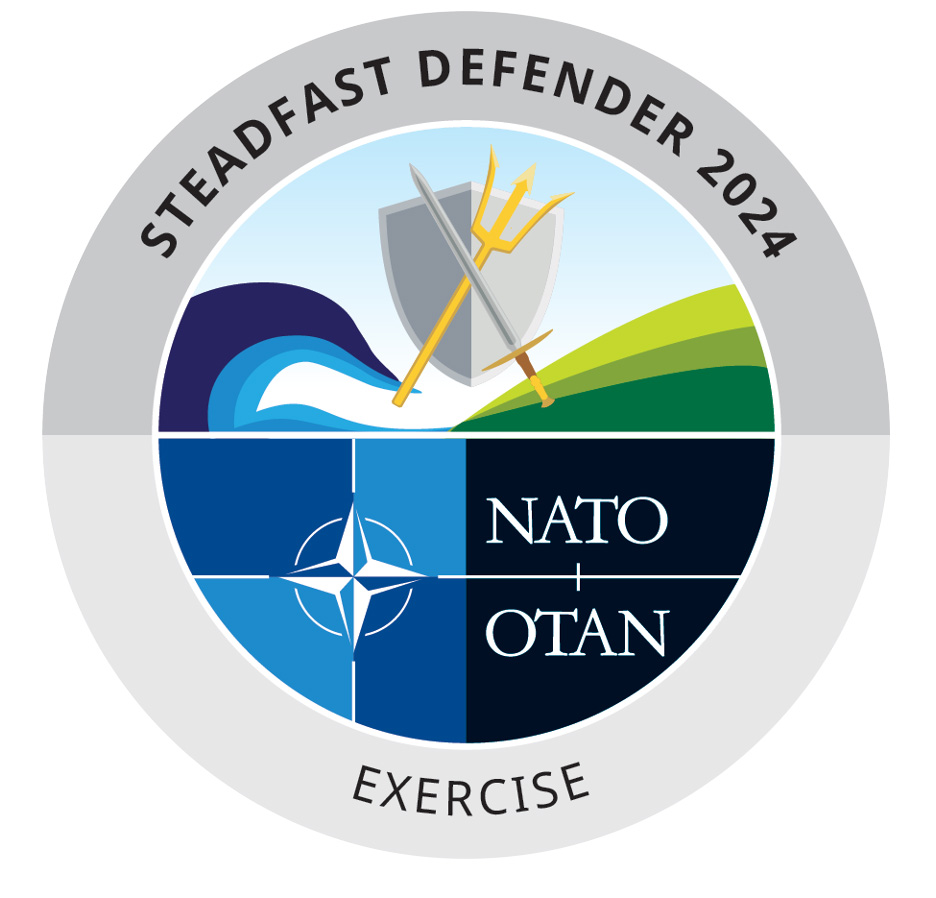
Logo von Steadfast Defender 2024

Steadfast Defender 2024, das vom 22. Januar 2024 bis 31. Mai 2024 stattfand, mit 90.000 Soldaten. Es handelte sich um die größte NATO-Militärübung seit dem REFORGER-Manöver mit etwa 125.000 Soldaten im Jahr 1988.